# 駅路 (松本清張)
『駅路』（えきろ）は、松本清張の短編小説。『サンデー毎日』1960年8月7日号に掲載され、1961年11月に短編集『駅路』収録の表題作として、文藝春秋新社から刊行された。
過去4度テレビドラマ化されている。1977年には向田邦子の脚本で制作され、2009年にそのリメイク版が作られた。

## あらすじ
銀行の営業部長を定年で退職した小塚貞一は、その年の秋の末、簡単な旅行用具を持って家を出たまま、行方不明となった。家出人捜索願を受けて、呼野刑事と北尾刑事は捜査を始める。家庭は平和と見えたし、子供も成長し、一人は結婚もした。人生の行路を大方歩いて、やれやれという境涯に身を置いていたように思える。自殺する原因もない。自分から失踪したとすれば、何のためにそのような行動を取ったのか……。

## 登場人物
- 原作における設定を記述。

呼野
行方不明となった小塚貞一を捜索する古い刑事。48歳。
北尾
呼野とコンビを組む若い刑事。独身。
小塚貞一
某銀行本店の営業部長を定年退職。性格は地味なほう。ゴーギャンの絵を好きで蒐めていた。
百合子
小塚貞一の妻。
福村慶子
某銀行広島支店の女子行員だったが、一年ほど前に退職。可部に住んでいた。
福村よし子
福村慶子の従妹。東京に住む。
山崎
福村よし子の情夫。

## エピソード
- 著者は本作について「『駅路』は、人生も終わりに近づいた初老の憧憬といったものをテーマにした」と記している[1]。
- 日本近代文学研究者の花田俊典は、作中で呼野刑事が語る「ぼくはあの絵からゴーガンという人の伝記を調べてみたがね、ゴーガンはこんなことを言っている。人間というものは、自分の子供の犠牲になるものだ。そして、その子供たちはまた自分の子供の犠牲になる。このばかげたことは永遠につづくらしい。もしも、すべての人間が子供の犠牲になるとしたら、いったい、誰が芸術や美しい人生を創造するだろうか、とね。言葉はよく憶えてないが、こういう意味だった」[2]の箇所について、そのような意味合いのゴーギャンの発言・書簡等が実在するかどうかは疑わしく『ノア・ノア』(1897年)や『ゴーガン 私記 アヴァン・エ・アプレ』(1923年)に、それらしい記述は見当たらないと述べている[3]。
- 北九州市立松本清張記念館学芸員の栁原暁子は、サマセット・モームの短編小説『ロータス・イーター』の冒頭部分が、「人生を線路に例えるところ、そこにある諦観、しかし大きく行路を変更した人への注視。その男が銀行の支店長だった」点で本作と符号し、また『作家の手帖』の一文「おおかたの男の生涯は、子孫に食物や家を用意するための勤労に終始する。そして子孫はまた父祖とまったく同じつとめをやるべき世界へはいってゆく」も、本作中で語られる内容と近似していると述べている。また「（家出には）あとの家庭が困らないような財産」[4]が必要と考えるのは、家族の生活に大変な責任を感じていた清張の強い思い込みの表出であると推測している[5]。

## テレビドラマ

### 1962年版
1962年4月5日と4月6日、NHKの「松本清張シリーズ・黒の組曲」（22:15-22:45）の第1作として2回にわたり放映。
キャスト
- 藤原釜足
- 内田稔
- 大町文夫
- 赤木蘭子
- 清水将夫
- 清水一郎
- 稲葉義男
- 関口銀三

スタッフ
- 脚色：川崎九越
- 音楽：別宮貞雄
- 演出：石島晴夫
- 制作：NHK

### 1977年版

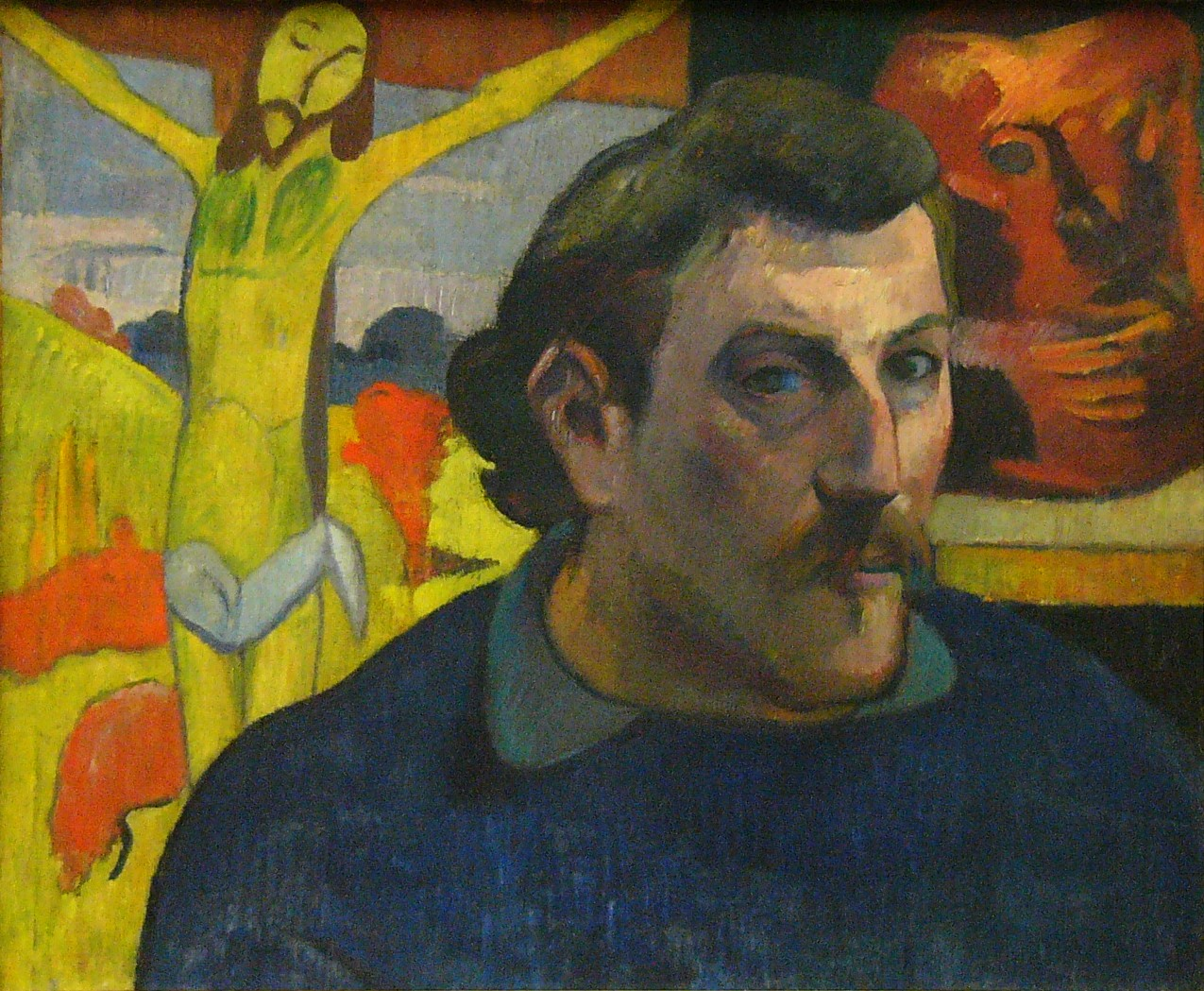
本ドラマ冒頭のタイトルバックに使用されているゴーギャン「黄色いキリストと自画像」

「松本清張シリーズ・最後の自画像」。1977年10月22日、NHKの「土曜ドラマ」（20:00-21:10）にて放映。視聴率16.7％（ビデオリサーチ調べ、関東地区）。
向田邦子の脚本による作品。ドラマ化の経緯は参考文献を参照。原作ではモチーフの一つとして画家のゴーギャンに言及されているが、本ドラマは向田の視点からこれをクローズアップした構成となっている。登場人物では、福村慶子の役割が原作から変更され最後では物語の中心に置かれている。また、原作者も恍惚老人役で出演している。
キャスト
- 福村慶子：いしだあゆみ
- 小塚百合子：加藤治子
- 呼野刑事：内藤武敏
- 北尾刑事：目黒祐樹[9]
- 小塚貞一：山内明
- 福村よし子：吉行和子[10]
- 山崎：林ゆたか
- 小松かね子：乙羽信子
- 滝沢常務：河村弘二
- 元木営業部長：庄司永建
- 内寺捜査一課長：細川俊夫
- 瀬戸口道江：本山可久子
- 大津広島支店長：佐竹明夫
- 柴崎用務員：木田三千雄
- 三田村洋子：前沢保美
- その他：三川雄三、伊藤正博、安田洋子
- 小松便利堂（雑貨屋）主人：松本清張

スタッフ
- 脚本：向田邦子
- 演出：和田勉
- 音楽：加古隆
- 撮影技術：森野文治
- 美術：斉藤博己
- 効果：高橋美紀
- 制作：沼野芳脩（NHK）
- 企画・制作：NHK

### 1982年版
「松本清張の駅路 謎の伊勢路殺人旅行 死んだ父から絵ハガキが…」。1982年10月2日、東映の制作によりテレビ朝日系列の「土曜ワイド劇場」枠（21:02-）にて放映された。視聴率21.4％（ビデオリサーチ調べ、関東地区）。小塚貞一の娘（古手川祐子）と婚約者（広岡瞬）が失踪した父の謎を追うストーリー。
キャスト
- 小塚友子：古手川祐子
- 高城隆二：広岡瞬
- 北尾刑事：潮哲也
- 小塚家長男：寺泉哲章
- 福村慶子：西尾三枝子
- 山崎：立川三貴
- ホテル支配人：轟謙二
- 呼野刑事：大坂志郎
- 小塚百合子：河内桃子
- 福村よし子：吉行和子
- 小塚貞一：田村高廣
- 内田稔、伊達昌三郎、山本廉、松本朝夫、吉水慶、香椎くに子、相馬剛三、宮脇志津、山岡八高、山田光一、菊地太、笹山栄一、滝川龍之介、五野上力、加藤典子

スタッフ
- 脚本：山田正弘
- 監督：富本壮吉
- 音楽：菅野光亮
- 制作：東映

### 2009年版
「松本清張生誕100年記念作品・駅路」。2009年4月11日21:00-23:10、フジテレビ系列の「土曜プレミアム」枠にて放映。松本清張生誕100年と向田邦子生誕80年を記念し、向田の脚本に脚色・演出を加え制作された作品。時代設定は昭和63年年末から昭和64年の昭和天皇崩御までの期間に置かれている。視聴率は15.6%（関東地区）。
キャスト
- 呼野刑事：役所広司
- 福村慶子：深津絵里
- 福村よし子：木村多江
- 山崎辰男：高岡蒼甫
- 呼野優子：北川弘美
- 北尾刑事：大口兼悟
- 小塚貞一：石坂浩二
- 小塚百合子：十朱幸代
- 内寺課長：佐戸井けん太
- 呼野三枝：根岸季衣
- 元木部長：田山涼成
- 滝沢常務：大林丈史
- 瀬戸口道江：ふせえり
- 大津支店長：佐々木勝彦
- 柴崎：石井愃一
- 三田村洋子：中島ひろ子
- 便利屋主人：唐十郎
- 小松かね子：田根楽子
- 菅原孝
- 井上肇
- 安岡直
- 浅里昌吾
- 横塚真之介
- 南好洋
- 大野慶太
- ごっちくん
- 家弓家正
- 藤城裕士
- 須田哲夫
- 向坂樹興

スタッフ
- 脚本：向田邦子
- 脚色：矢島正雄
- 演出・脚色：杉田成道
- プロデュース：喜多麗子
- 慶子の写真：平間至
- ロケ協力：真岡鐵道、青梅鉄道公園、宇都宮観光コンベンション協会、栃木県フィルムコミッション、とちぎフィルム応援団、川越商工会議所、川崎市シティセールス ほか
- 技術協力：八峯テレビ、ブル
- 照明協力：フジライティング・アンド・テクノロジイ
- 企画協力：菊地実（ナック）
- 制作著作：フジテレビ